# Anklam, Sjöbo kommun
Anklam är en by i Sjöbo kommun, Skåne län. Byn ligger cirka fem kilometer östsydöst om centrala Sjöbo, längs riksväg 11 mot Tomelilla.